# Верхній Спасо-Преображенський монастир
Верхній Спасо-Преображенський монастир (пізніше — Верхньо-Успенський чоловічий одновірський 3 класу монастир) — старообрядницький, а після 1841 року єдиновірський чоловічий монастир на околиці міста Миколаївська (нині Пугачова) Саратовської області Росії, який існував у XVIII—XX століттях.
На території монастиря наприкінці XVIII ст. жило близько 400 ченців і послушників, діяли 4 церкви, знаходилося бл. 400 ікон.
Серед усіх старообрядницьких монастирів, збудованих на ріці Великий Іргиз, Верхній Спасо-Преображенський найдовше опирався переходу на єдиновірство. 1841 року за указом Миколи I перетворений на єдиновірський загальножительний монастир.
Закритий згідно з постановою Миколаївського повітового Раднаркому 1918 року. Преображенський храм перетворили на театр, Сергіївський — на склад, Введенський — на колонію.